# Sancte Gabriele Archangelum in Acqua Traversa
São Gabriel Arcanjo é uma das igrejas de Roma, localizada nos subúrbios Della Vittoria, Viale Cortina d'Ampezzo.
Foi construído no século XX. A igreja abriga a paróquia, fundada em 30 de agosto de 1956 pelo cardeal Clemente Micara Cardeal Vigário com o decreto Neminem fugit , e confia, desde 1958, os padres da Sociedade de Vocações Divinas (chamados promotores de vocação).

## Lista de protetores cardinais
Também abriga o título do cardeal de Sancte Gabriele Archangelum in Acqua Traversa, instituído pelo Papa João Paulo II em 28 de junho de 1988.
- Jean Margeot (28 de junho de 1988 a 17 de julho de 2009)
- José Manuel Estepa Llaurens (20 de novembro de 2010 a 21 de julho de 2019)
- Fridolin Ambongo Besungu (5 de outubro de 2019 - até o momento)